# Баранов, Николай Ильич
Никола́й Ильи́ч Бара́нов (5 апреля 1887, Орёл — 15 августа 1981, Лондон) — русский энтомолог, специалист по систематике двукрылых.

## Биография
Родился в 5 апреля 1887 года в Орле. В 1906 году окончил Нижегородский дворянский институт им. императора Александра II. В 1906—1907 годах продолжил учёбу на металлургическом отделении Петербургского политехнического института. В 1912 году окончил Московский университет. Специализировался в области прикладной энтомологии в Тимирязевской академии у профессора Н. М. Кулагина, потом работал на энтомологом сельскохозяйственной станции в Курске. Осенью 1919 года из-за гражданской войны переехал в Крым. Осенью 1920 года эмигрировал из Советской России. Вначале оказался в Белграде, с 1926 по 1928 год жил в Скопье. С 1922 года в Загребе работал в Институте гигиены, а позже Загребском университете на кафедре паразитологии. В 1944 году переехал в Австрию, в 1948 году — в Пакистан, 1962 — в Лондон. Умер 15 августа 1981 года в Лондоне.

## Научная деятельность
Занимался прикладной энтомологией и систематикой насекомых. Изучал двукрылых имеющих ветеринарное и медицинское значение. Описал более 200 новых таксонов двукрылых относящихся к семействам Simuliidae, Tachinidae, Sarcophagidae и Calliphoridae из Евразии, Африки и Австралии. Из вредителей культурных растений исследовал биологию маслинной мухи.
В период работ Сельскохозяйственной станции в Топчидере занимался исследованием морфологической изменчивости и естественным врагам саранчовых вредителей сельского хозяйства, в частности марокканской саранчи. Его работы были посвящены также классификации сербских саранчовых по гениталиям самцов.
В 1920—1930-х годах проводил исследование колумбацкой мошки, которая в массе размножается в бассейне Дуная. В ходе этих работ Баранов создал большую коллекцию мошек Югославии, в том числе описал 43 таксона (виды, подвиды, формы). Однако большая часть этой коллекции была утеряна в конце Второй мировой войны. Сохранившаяся часть коллекции хранится в Канадской национальной коллекции насекомых и Музее естествознания в Лондоне.

## Публикации
Автор более 150 публикаций по энтомологии.
- Baranov N. O novom i vrlo opasnom neprijatelju kukuruza (серб.) // Srpsko kolo. — 1923. — Бр. 16 (34). — С. 247.
- Baranov N. O pravom specifičnom nazivu tachine roda Ceromasia (Rndn.) Lundbeck, koja parazitira na Pyrausta nubilalis (серб.) // Glasnik Ministarstva poljoprivrede i voda. — 1930. — Т. 29. — С. 111—112.
- Baranov N. Neue orientalische Sarcophaginae (Diptera) (нем.) // Konowia. — 1931. — Bd. 10. — S. 110—115.
- Baranov, N. . Mitteilungen über gezüchtete orientalische Larvaevoriden. (Insecta, Diptera) (нем.) // Entomol. Nachrbl.. — 1934. — Bd. 8. — S. 41—49.
- Baranov N. Übersicht der orientalischen Gattungen und Arten des Carcelia-Komplexes (Diptera: Tachinidae) (нем.) // Trans. R. Entomol. Soc. Lond.. — 1934. — Bd. 82. — S. 387—408.
- Baranov N. Neue indo-australische Tachinidae (нем.) // Bull. Entomol. Res.. — 1938. — Bd. 29. — S. 405—414.